# Protentomon pauliani
Protentomon pauliani är en urinsektsart som beskrevs av Bruno Condé 1961. Protentomon pauliani ingår i släktet Protentomon och familjen Protentomidae. Inga underarter finns listade i Catalogue of Life.